# Осада замка Кумамото
Осада Замка Кумамото (яп. 熊本城強襲 Кумамото-дзё: кё:сё:) — крупная военная операция Сацумского восстания, происходившая в период с 19 февраля по 12 апреля 1877 года у стен замка Кумамото (расположен в японском городе Кумамото).

## Начало восстания
После начала конфронтации между княжеством Сацума и правительством Мэйдзи Сайго Такамори объявил о своём намерении отправиться в столицу, где он сможет «допросить» (дзиммон) токийское правительство. Выбранное слово косвенно намекало на предполагаемую цель заговора Накахары Кисао, но это было слабым основанием для мобилизации более десяти тысяч человек. Стараясь изобразить свой поход как вооружённый визит к императору, предводитель сацумцев преднамеренно ограничил численность отряда и распорядился одеть своих бойцов в официальную униформу.
Путь в Токио пролегал через Кумамото, в котором находился старинный замок, вмещавший центр Кумамотского гарнизона Императорской армии Японии. Лидерам правительства Мэйдзи было известно, что потеря Кумамото будет означать одно: весь Кюсю перейдёт под контроль сацумских сил, и подобная потеря раздует пламя восстания в других регионах Японии.
15 февраля первые два батальона армии Сацумы собрались у замка Цурумару, под необычайно густым снегопадом, и начали свой марш на север, в направлении Кумамото. Боевой план повстанческой армии состоял в том, чтобы заставить сдаться гарнизон Кумамото, но у неё не было чёткого политического манифеста.
Марш сацумской армии на север усилил давно назревающее недовольство на всей территории Кюсю. В префектуре Кумамото вся сельская местность была охвачена восстанием после того, как тысячи крестьян высказали своё недовольство правительством Мэйдзи. Простолюдины были возмущены введением новых местных налогов, предназначенных для оплаты правительственных проектов, таких, как всеобщее образование и размежевание земель.
Комендант замка, генерал-майор Тани Татэки оповестил главу префектуры Кагосима Ояму Цунаёси, что любые попытки солдат Сацумы войти в Кумамото будут пресечены с помощью силы. В распоряжении Тани было 3800 солдат и 600 полицейских. Ряды защитников крепости включали многих известных впоследствии японских военных, в том числе Кабаяму Сукэнори, Кодаму Гэнтаро, Каваками Сороку, Ноги Марэсукэ и Оку Ясукату. Однако, поскольку большинство бойцов гарнизона замка Кумамото было родом с Кюсю, а многие офицеры были выходцами из Кагосимы, столицы княжества Сацума, их лояльность была сомнительной. Почти сразу же на сторону мятежников перебежали две группы бывших учеников Сайго из школ Гаккото и Кёдотай. Тем не менее, генерал-майор Тани решил драться до последней возможности, пока не прибудут главные силы императорской армии.

## Осада
Боевые действия официально начались днём 19 февраля, когда правительственные войска обстреляли наступающую армию Сацумы возле Кавасири, в трёх милях к югу от замка Кумамото. Замок Кумамото, построенный в 1598 году, был одной из сильнейших в Японии крепостей, но Сайго был уверен, что его самураи превосходят призывников Тани из крестьянских семей, которые всё ещё были деморализованы недавним восстанием Симпурэн.
22 февраля прибыли главные силы армии Сацумы во главе с Сайго, предпринявшим решительный штурм в попытке сходу овладеть крепостью. Бои продолжались до поздней ночи. Правительственные войска отступили, и исполняющий обязанности командующего 14-го полка майор Ноги Марэсукэ утерял полковое знамя в ожесточённых боях. Однако, несмотря на свои успехи, сацумская армия не смогла взять замок, и это подтвердило, что призывная армия не уступала в боеспособности ополчению самураев. После двух дней бесплодных атак силы Сацумы вырыли в оледенелой земле кольцо укреплений вокруг замка и попытались заставить гарнизон сдаться путём осады. Ситуация казалась отчаянной для защитников, так как их запасы продовольствия и боеприпасов, хранившиеся на складе, были сожжены пожаром вскоре после начала мятежа.
В мировой культуре установилось романтическое клише, согласно которому война Сэйнан была столкновением традиций и современности, но осада замка Кумамото явила собой более сложную историческую картину. Хотя защитники Кумамото и были снабжены наиболее современным вооружением, главным оружием правительственных войск гарнизона Кумамото был сам замок — одно из самых мощных оборонительных укреплений семнадцатого века, созданных Като Киёмасой. Чтобы нанести замку ощутимые повреждения, повстанцам было необходимо разместить свою полевую артиллерию на близких к замку позициях, но это делало их уязвимыми для ответного огня защитников замка. В этом случае современное оружие повстанцев было бессильным перед тактикой гарнизона Кумамото, поддерживаемой традиционной укреплениями. В других случаях ситуация менялась на противоположную: пробив брешь в воротах замка, мятежники бросились в атаку, но были остановлены расставленными противопехотными минами.
Во время осады замка Кумамото многие бывшие самураи, уже было сложившие оружие, стекались под знамёна легендарного Сайго Такамори, который за короткий срок увеличил численность своих сил до 20 000 человек, но был вынужден разделить свои войска для удержания протяжённой оборонительной линии от горы Табарудзака до залива Ариакэ.

Битва у горы Табарудзака

Длительная осада дала правительству время для переброски войск на юг страны — 3 тысячи солдат токийского гарнизона были переброшены в Кобе, а части из гарнизонов Осаки и Хиросимы отправили в Фукуоку. В течение недели императорские войска сосредоточились на севере острова Кюсю. Командующим армией, отправленной для подавления Сацумского восстания, был назначен принц Арисугава Тарухито, однако фактически операцией руководил генерал Ямагата Аритомо, бывший соратник Сайго.
Доведя численность правительственного контингента на острове Кюсю до нескольких десятков тысяч штыков, её руководство предприняло попытки противостоять продвижению восставших. 4 марта 1877 года Ямагата предпринял попытку прорыва к крепости с севера, со стороны высот в районе Табарудзаки, девятой пехотной бригадой Императорской армии (около 9000 чел.). В свою очередь, Сайго перебросил в этот район 15 тысяч самураев под командованием Кирино Тосиаки. Штурм Табарудзаки перерос в восьмидневное кровопролитное сражение.
Сконцентрировав все свои силы на взятии Кумамото, Сайго оставил незащищённой свою основную базу в Кагосиме. Это было серьёзным просчётом, поскольку вскоре город был атакован императорскими войсками и военными кораблями и попал к ним в руки. 8 марта 1877 года правительственные войска нанесли удар в самое сердце восстания, захватив Кагосиму. На трёх кораблях в центр мятежной провинции были доставлены 500 полицейских и несколько армейских рот. Пользуясь отсутствием самураев, войска легко заняли арсенал и административные здания Кагосимы и арестовали сацумского губернатора Ояму, которого тут же отправили в Осаку.

## Отступление
Тем временем положение императорской армии в крепости Кумамото стало отчаянным. Продовольствие и боеприпасы у осаждённых подходили к концу. Для спасения осаждённых генерал Тани приказал создать группу для прорыва блокады. В ночь на 8 апреля восемь рот в рукопашной стычке проложили дорогу от Кумамото к позициям Ямагаты. Им удалось удержать узкий коридор, пока гарнизон крепости не соединился с главными силами императорской армии, получив продукты и боеприпасы.
Путь на север для сацумской армии перекрывался теперь не слабым гарнизоном, а боеспособной и многочисленной армией. Между тем, ряды мятежников существенно редели. Прибывшие 12 апреля в район Кумамото войска под командованием Куроды Киётаки и Ямакавы Хироси вынудили Сайго отступить. 27 апреля потрёпанная самурайская армия отошла к Хитоёси.

## Последствия
Поражение Сайго под Кумамото деморализовало и значительно ослабило его сторонников, которые отступили в беспорядке и были не в состоянии возобновить наступление на север. Хотя после осады Кумамото Сайго командовал в нескольких сражениях вплоть до финальной битвы при Сирояме, каждое сражение являлось оборонительной операцией, с сокращающимися от схватки к схватке силами против всё возрастающих в своей численности императорских войск.
Японский складной веер, находящийся сейчас в коллекции стейтен-айлендского исторического общества в Нью-Йорке, имеет изображение с Сайго Такамори под надписью «Бой под / цитаделью / Кумамото» .

### Книги
- Buck, James Harold. Satsuma Rebellion: An Episode of Modern Japanese History (англ.). — University Publications of America, 1979. — ISBN 0-89093-259-X.
- Keane, Donald. Emperor Of Japan: Meiji And His World, 1852-1912 (англ.). — Columbia University Press, 2005. — ISBN 0-231-12341-8.
- Mounsley, Augustus H. Satsuma Rebellion: An Episode of Modern Japanese History (англ.). — University Publications of America, 1979. — ISBN 0-89093-259-X.
- Ravina, Mark. The Last Samurai : The Life and Battles of Saigō Takamori (англ.). — Wiley, 2004. — ISBN 0-471-08970-2.

## Внешние ресурсы
- Сацумское восстание: Клан самураев Сацумы против Японской Императорской Армии Архивная копия от 14 октября 2007 на Wayback Machine